# Chlenias ochrocrana
Chlenias ochrocrana är en fjärilsart som beskrevs av Turner 1947. Chlenias ochrocrana ingår i släktet Chlenias och familjen mätare. Inga underarter finns listade i Catalogue of Life.